# Jean De Clercq
Jean De Clercq  (* 17. Mai 1905 in Antwerpen; † 20. März 1984 ebenda) war ein belgischer Fußballspieler.

## Spielerkarriere

### Verein
De Clercq kam 1919 im Alter von 14 Jahren zu Beerschot VAC, wo er zunächst in der Jugendmannschaft spielte. 1921 debütierte er in der ersten Mannschaft von Beerschot, konnte sich jedoch keinen Stammplatz erkämpfen. Daher wechselte er 1925 zu Royal Antwerpen. Mit Royal wurde er 1929 und 1931 belgischer Meister sowie 1930, 1932 und 1933 Vizemeister.  Bis 1934 bestritt er 180 Spiele für Royal, in denen er zehn Tore erzielte.

### Nationalmannschaft
Zwischen 1930 und 1933 bestritt De Clercq elf Spiele für die belgische Nationalmannschaft, in denen er ohne Torerfolg blieb. 1930 wurde er in den belgischen Kader bei der ersten Weltmeisterschaft in Uruguay berufen. Dort kam De Clercq im Gruppenspiel bei der 0:3-Niederlage gegen die Vereinigten Staaten zum Einsatz.

## Trainerkarriere
Von 1949 bis 1953 trainierte De Clercq gemeinsam mit dem ehemaligen Torhüter Richard Gedopt die Mannschaft von Royal Antwerpen. In den ersten drei Spielzeiten belegte das Team in der Abschlusstabelle einen Platz in der oberen Tabellenhälfte. In seiner vierten Saison als Trainer wurde Antwerpen nur Zwölfter, woraufhin De Clercq den Klub zum Saisonende verließ.

## Erfolge
- Belgischer Meister: 1929 und 1931